# 풀어쓰기
풀어쓰기는 한국어를 한글로 표기하는 방법 가운데 하나로, 닿소리와 홀소리를 음절 단위로 한 덩어리씩 모아 적는 모아쓰기와 달리, 낱소리를 모두 풀어 헤쳐서 따로 나열해 쓰는 방식을 통틀어 일컫는다. 예컨대 ‘한글’을 ‘ㅎㅏㄴㄱㅡㄹ’처럼 적는다.

## 역사

### 창제부터 개화기까지
한글학회 50년 기념사업회는 훈민정음이 창제될 당시, 한자 한 글자가 기본 음운을 최대 세 개 모아서 발음된다는 ‘3운 조직설’이 음운학자들의 정설이었으며 세종도 이런 기존의 이론의 비위에 맞추기 위해서 받침이 있는 모아쓰기로 훈민정음 창제를 했다고 주장했다.
《훈민정음》에는 “凡字必合而成音”(범자필합이성음)이라는 구절이 있는데, 이기문은 이를 근거로 원래 한글은 모아쓰도록 규정되었다고 했다. 그러나 김정수는 “如孔子ㅣ魯ㅅ:사ᄅᆞᆷ之類。”라는 구절을 들어 해례본에서도 풀어쓰기를 하고 있다고 반박했다.
갑오개혁에 즈음해 개화가 이루어지면서, 한글 또한 한자의 보조 수단으로 쓰이기 위한 초·중·종성 체계에 얽매여 있을 것이 아니라, 한글의 제 모습을 찾아 다른 음소 문자처럼 가로 풀어쓰기를 해야 한다는 주장이 나타났다. 가로 풀어쓰기는 유길준의 《서유견문(西遊見聞)》이나 천주교·개신교 선교사 등에 자극받아 더 많은 관심을 얻었다.
가로 풀어쓰기를 주장한 첫 문헌은 주시경이 붓으로 쓴 《말의 소리》(1914년 4월 13일)로, 책 말미에 ‘우리글의 가로 쓰는 익힘’이라는 제목으로 가로 풀어쓰기의 보기를 보였다. 이후 주시경의 제자들이 주축이 되어 한글 학회의 전신인 조선어 연구회를 창립하고 가로 풀어쓰기의 보급에 힘썼다. 가로 풀어쓰기는 오랫동안 학회의 숙원이었고 학회지 《한글》의 표지에는 제호 《한글》 위에 풀어쓰기로 쓴 ㅎㅏㄴㄱㅡㄹ이 있었다. 학회지에서는 이런 광고를 내 풀어쓰기 시안을 모집하기도 했다.
한글 가로쓰기(橫綴)는 필요한가?
만일 필요하다면, 그 자체(字體)는 어떻게 하며,
서법(書法)은 어떻게 할 것인가?
이에 대하여 연구하신 것이 계시거든 본사로 보내 주시면 감사하겠습니다.
여기에 대해 최현배를 비롯한 많은 학자들이 제안을 보내왔고, 지금 풀어쓰기라고 말하면 주로 최현배의 안을 가리킨다.

### 최현배의 풀어쓰기안

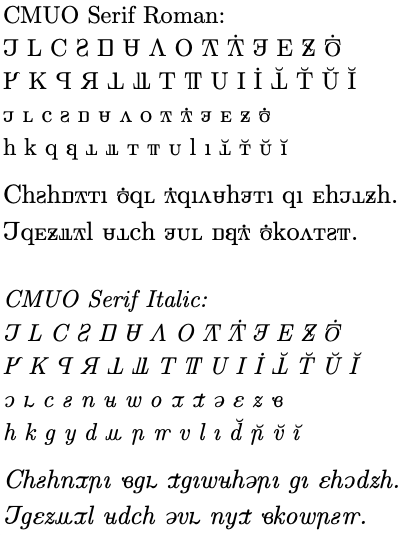
Computer Modern Unicode Oesol 글꼴을 이용해 작성된 최현배의 풀어쓰기 자모 일람 및 풀어쓰기로 작성된 팬그램; "다람쥐 헌 쳇바퀴에 타고파." "겉표지보다 큰 몇 향수류."

첫째 특징으로, 최현배는 한글 풀어쓰기를 위해 '대문자'와 '소문자'를, '인쇄체'와 '필기체'를 새로 고안했다. 대문자와 소문자를 고안한 것은 다분히 로마자의 영향으로, 최현배의 정당화는 로마자에는 있는 구별이 한글에 당장 필요없다고 없앨 정당한 이유가 없다는 것이었다. 이동석은 이것이 굳이 대문자와 소문자를 따로 두어야 할 당위성은 못 된다고 비판했다. 인쇄체와 필기체의 구분을 둔 것은 인쇄체는 보이기 위한 것이고 필기체는 쓰기 위한 것이니 각각의 형태에 맞는 원칙도 따로 제정되어야 하기 때문이었다. 글꼴을 만들기 위한 구체적인 원리를 제안한 것은 훌륭하나, 로마자의 필기체가 여러 사람의 경험에서 나온 것임을 감안하면 필기체를 인위적으로 규정하는 것은 비판의 여지가 있다. 이동석에 따르면 실제 최현배의 필기체로 필기하기에는 불편한 점이 있다고 한다.
둘째 특징으로, 글꼴이 로마자를 많이 닮았다. 최현배가 굳이 의도적으로 이런 것 같지는 않다. 실제로 그 주장을 보면 자연스럽게 보이는 글꼴의 조건을 서술하고 그에 맞추어서 인쇄체와 필기체의 글꼴을 고안한 것이다. 그러나 그 조건이 로마자의 형태를 닮았기 때문에 결과 글꼴도 로마자를 닮을 수밖에 없었다.
셋째 특징으로, 초성의 음가 없는 ㅇ이 없다. 이것은 대부분의 풀어쓰기 방안에서 나타나는 공통적인 특징이다. 받침의 분철을 불가능하게 한다. 최현배는 분철이 아예 불가능해지므로 맞춤법에서 연철과 분철의 문제를 고민할 이유가 없어지고, 따라서 맞춤법이 좀더 간단해진다고 주장했다. 당초 음가 없는 ㅇ은 한자음 표기에서 빈 자리를 메우는 용도로 쓰인 것이기 때문에 풀어쓰기에서는 거의 쓰이지 않는다.
넷째 특징으로, 딴이가 'ㅣ'와는 다른 문자로 존재한다. 이것은 'ㅏㅣ'와 'ㅐ'를 풀어쓰기에서 구분하기 위한 방책으로, 이규영, 주시경의 초기 풀어쓰기 방안에는 없던 특징이다.
다섯째 특징으로, 복모음 ㅘ, ㅝ 등에 나타나는 ㅗ, ㅜ를 단모음 ㅗ, ㅜ와는 다른 문자로 표기한다. 딴이와 마찬가지로 초기 풀어쓰기 방안에는 없던 특징이다.
여섯째 특징으로, 복모음 ㅢ의 ㅡ를 단모음 ㅡ와는 다른 문자로 표기한다. 역시 초기 풀어쓰기 방안에는 이런 복모음을 단모음과 구별하기 위한 방책은 없었다.

#### 컴퓨터상의 지원
최현배의 풀어쓰기안은 표준 모아쓰기 한글과는 달리 대문자와 소문자의 구분이 있고, 일부 특수 자모들이 있다는 점에서 유니코드의 한글 영역과 호환되지 않는다. 최현배의 풀어쓰기 글꼴을 컴퓨터에서 사용하는 방법으로는 각 자모를 유니코드의 사용자 정의 영역(PUA)에 배당한 Computer Modern Unicode Oesol 글꼴을 이용하는 방법이 있다. 해당 글꼴은 이곳에서 구할 수 있다.

### 광복 후
그러나 수백 년에 걸쳐서 쓰여 온 모아쓰기를 풀어쓰기로 대체하려는 데에는 저항도 있었고 시간도 모자랐다. 일제강점기가 끝난 뒤에는 이미 한국인의 언어 생활에 일본어가 깊숙이 침투해 있었고 얼마 지나지 않아 한반도는 남북으로 분단되었다.
대한민국에서는 1954년 문교부의 새 한글 간소화 방안이 모아쓰기의 편을 들어주면서 모아쓰기-풀어쓰기 논란이 일단락되었다. 조선민주주의인민공화국에서는 주시경의 제자이자 조선어 신철자법 제정의 주축이었던 김두봉이 풀어쓰기를 지지했으나, 그의 정치적인 몰락과 함께 풀어쓰기 논쟁이 사라졌다. 김일성은 풀어쓰기에 관심을 가지고 있었지만 분단 상황에서 남북이 서로 다른 문자 체계를 가지는 것은 반대했기 때문에 풀어쓰기를 쓰더라도 통일 이후에 쓰는 것이 좋다고 생각했다.

### 90년대 이후
현재에는 '한글 풀어쓰기 학회'가 풀어쓰기 실행을 주장하고 있으나, 실제적으로는 한글 점자 등 제한적인 용도에서만 쓰이고 있다.
학문적으로도 풀어쓰기에 대한 논쟁은 잠잠해져, 90년대 이후로는 풀어쓰기를 주장하는 학회 이외에서 객관적으로 풀어쓰기를 진지하게 다루는 연구를 행하거나, 실제로 풀어쓰기를 써서 출판물을 만드는 일은 거의 없어졌다. 국어학적인 연구로는 찬성측의 김정수가 1989년에, 반대측의 김경석이 1993년에 발표한 것과, 최현배의 풀어쓰기를 탐구한 2004년의 황호성의 연구 정도뿐이라고 한다.

## 쟁점

### 음소 · 음절
풀어쓰기는 필연적으로 음소 단위의 표기가 된다. 풀어쓰기를 찬성하는 측에서는 이 점을 풀어쓰기의 장점으로 내세운다. 일례로, 최현배는 “가로글씨의 배열이 소리의 나는 차례와 일치한다”라고 하여 음소 순으로 배열되는 것을 풀어쓰기의 근거로 들었다. 또 김정수는 한국어 연구자들이 음절 단위로 한국어를 분석하다가 음절에서는 나타나지 않는 형태소를 놓치는 오류를 들어, 이러한 음절 위주의 인식이 한국어 분석의 장애가 되는 것을 풀어쓰기의 필요성으로 들었다. 이러한 예로는 허웅이 낚시의 형태소를 “낛-”('낚-'의 옛말)과 “-ㅣ”가 아니라 “낚-”과 “-시”로 갈라서 설명한 것이 있다.
한글이 음절 단위로 적히는 것은 음절 단위 문자인 한자를 사용하는 중국어의 영향을 받은 것이라는 점은 어느 정도 폭넓은 지지를 받고 있다. 다만 풀어쓰기 찬성론 쪽에서는 이 점을 좀 더 극단적으로 본다. 이에 따르면, 본디 한글은 음소 문자에 더 적합하거늘 한자의 음운론에 얽매여서 음절 단위로 표기하게 된 것이라고 한다. 그리고 김정수는 더 나아가서 한글이 음절 단위로 적히기 때문에 중국말을 받아들이기 쉬워졌고, 한국어가 중국어의 영향으로 자율적인 발전을 저해받았을지도 모른다고 주장했다. 또 한국어에서 어두 자음군이 사라진 것도 음절 단위 표기의 영향이라고 추측했다.
그러나 이동석은 한글이 음절 단위로 적히는 것은 오히려 한국어의 특성 때문이라며 이것이 전적으로 중국어의 영향이라는 주장에 반박했다. 서양의 언어는 장애음이 음절 말이거나 아니거나 크게 다르게 발현되지 않지만, 한국어는 이와는 달리 음절 말에서 장애음이 터지지 않는 특성이 있다. 이 때문에 한국어 화자들이 한국어를 음소가 아니라 음절 단위로 인식되는 것은 자연스럽고, 한글이 음절 단위로 적히는 것은 이런 인식을 반영한 현상이라는 것이다. 이에 따르면 아래에서 전경련을 'ㅈㄱㄹ'로 줄이지 않는 것은 단점이라기보다는 한국어에서 음절 단위가 뚜렷이 구분되는 것을 반영한 것일 뿐이다. 풀어쓰기는 서양 언어의 특징을 잘 보여주고, 모아쓰기는 한국어의 특성을 잘 나타내는 표기지 우열을 가릴 문제가 아니다.

### 기계화
이 부분은 풀어쓰기가 모아쓰기에 비해 장점을 가지고 있다고 인정되고 있다.
풀어쓰기가 지지를 얻은 직접적인 배경은 당시 모아쓰기 한글을 인쇄 매체에서 활용하기 어렵다는 것이었다. 주시경은 《독립신문》의 교정을 맡은 경험이 있는데, 원고가 완성되면 바로 조판할 수 있는 영어와 달리 한글은 조판하기 전에 원고대로 활자를 뽑는 이른바 ‘문선(文選) 식자 과정’을 거쳐야 했고, 주시경은 이 때문에 한글이 뛰어난 과학성에도 불구하고 영어에 뒤지고 있다고 판단했다.
모아쓰기를 하면 한글 활자가 2000자 이상 필요하지만 풀어쓰기를 하면 최소 낱글자 활자 24자만 가지고도 인쇄를 할 수 있었고, 이 점은 풀어쓰기의 강력한 장점이다. 적은 활자수로 인해 인쇄가 더 쉬워지는 것이다. 더구나 1949년 공병우 박사가 실용적인 기계식 타자기를 개발하기까지는 한동안 모아쓰기가 가능한 기계식 타자기가 나오지 않았기 때문에, 이 시절 풀어쓰기는 상당한 영향력을 지닐 수 있었다.
모아쓰기가 가능한 기계식 타자기가 개발되었음에도 불구하고 컴퓨터가 등장하면서 풀어쓰기의 필요성이 다시 불거져나왔다. 초기의 컴퓨터에서 표현 가능한 문자가 그리 많지 않았기 때문에, 한글의 수효를 영문과 거의 비슷한 24자로 줄일 수 있는 풀어쓰기를 쓰면 당시의 컴퓨터를 한글로 큰 부담 없이 활용할 수 있었기 때문이다. 컴퓨터의 처리 능력이 더욱 강력해지면서 모아쓰기의 결과물인 완성형 현대 한글 11172자를 전부 넣는 것이 가능해져 한글 기계화를 위한 풀어쓰기의 필요성은 희박해졌으나, 글꼴 만들기나 전산 처리에서 여전히 풀어쓰기가 더 편리한 것으로 여겨진다.

### 맞춤법
위의 최현배의 주장에서와 같이, 풀어쓰기 찬성론자는 분철이 불가능해서 연철과 분철 구분을 할 필요 자체가 없어지는 것을 풀어쓰기의 장점으로 든다. 맞춤법이 단순해지는 것이다. 예를 들면,‘먹으니’와 ‘머그니’가운데 무엇을 써야 할지 헷갈릴 염려가 없다. 풀어쓰기는 모아쓰기보다  ‘품사별로 구분하여 쓰기’, ‘용언의 변화에서 어근 밝혀 쓰기’가 간단하고, 합성어의 ‘어원 밝혀 쓰기’가 쉽다.
그러나 교착어로서 한국어를 표기하는 데 풀어쓰기가 부적당하다는 비판을 받는다. 한국어는 어휘 형태소 뒤에 문법 형태소가 붙어서 문법적인 기능을 표현하기 때문에 이들을 구분해 낼 필요가 있다. 대개의 형태소 구분은 음절 단위에서 나타난다. 모아쓰기에서는 음절 단위가 잘 보이고 음절 경계의 수효가 많지 않으므로 음절 단위를 통해 형태소를 구분해 내기가 쉽지만, 풀어쓰기는 음절 경계가 한눈에 들어오지 않으므로 형태소 구분이 어렵다.
이런 문제점의 연장선상에서 풀어쓰기가 오히려 더 복잡한 맞춤법 규정을 만들어낼지도 모른다는 지적이 있다. 예를 들면 '좋고'를 그냥 풀어쓰면 'ㅈㅗㅎㄱㅗ'지만, 풀어쓰기의 이상에 따라 소리나는 대로 쓰면 'ㅈㅗㅋㅗ'로 표기된다. 이는 'ㅈㅗㅎㅏ'(좋아)의 표기와 비교하면 형태소를 구분하는 데 헷갈릴 여지가 있고, 위에 언급한 것과 같이 교착어의 특성을 가린다. 형태소를 구분하기 쉽게 하려면 소리나는 대로 쓰지 않고 원형을 밝혀 적어야 하는데, 그 결과는 더욱 복잡한 표기법 규정으로 나타나는 것이다.
근본적으로, 한국어 맞춤법 중에서 모아쓰기에만 국한되는 규정이 별로 없어, 풀어쓰기를 도입해서 단순해지는 점은 그리 크지 않다.

## 장점
풀어쓰기의 구체적인 방법론에는 많은 안이 있어서, 각 안마다 장단점이 다르다. 대표적인 장점은 다음과 같다.

### 효율
모아쓰기에서는 초성이 없는 음절의 초성 자리에 음가 없는 ㅇ(이응)을 넣는다. 이것은 쓸모없는 ㅇ인데, 한국어에서 홀소리로 시작하는(즉, 초성이 ㅇ인) 낱말이 10 퍼센트를 훨씬 넘는다. 토씨는 사용 빈도가 다른 품사보다 높을 수밖에 없는데 토씨 가운데 ‘~이, ~에게, ~으로, ~을’ 따위처럼 홀소리로 시작하는 것이 많고, 용언의 활용에서 어미에 ‘으’가 자주 사용된다. 이 불필요한 ㅇ의 삽입으로 필기할 때나 타자할 때 더 많은 수고를 들이게 되고, 따라서 기록의 효율이 떨어진다.
또한 풀어쓰기에서는 홀소리 ㅡ를 생략할 수 있을 때가 많다. 풀어쓰기로 ‘그러므로’를 써서 ‘ㄱㅡㄹㅓㅁㅡㄹㅗ’가 될 때, 첫 ‘ㅡ’는 생략되어도 혼동이 없다. 한국어에는 낱말의 첫머리에 두 닿소리가 잇달아 등장하는 일이 없어서, 첫머리에 닿소리 두 개 이상이 연속적으로 등장하면 첫 자음 뒤에 ㅡ를 붙여 읽도록 규칙을 정할 수 있기 때문이다. 이는 풀어쓰기 방안에 따라서 다른데, 겹닿소리를 인정하지 않고 오직 한글 기본 24자만으로 풀어쓰기를 하도록 하는 안에서는 쓰지 않는다.

### 문자 생활
영어를 비롯해 로마자나 키릴 문자 등을 쓰는 서양 언어에서는 여러 낱말의 첫 글자만 따서 만든 머리글자 약어가 자주 사용되지만, 한국어에서는 이것이 음절 단위로 고정되어 있다. 예컨대 ‘전국경제인연합회’는 ‘전경련’으로 쓰기는 하지만 ‘ㅈㄱㄹ’ 등으로 줄이지는 않는다. 모아쓰기는 언어가 시간의 흐름에 따라 합성어의 중간 몇몇 낱자가 생략되는 등의 자연스러운 변화를 겪지 못하고 음절 단위로만 변화하도록 만드는 족쇄가 될 수 있다.
또 모아쓰기에서는 ‘아’, ‘가’, ‘각’ 등이 모두 같은 길이의 공간을 차지하기 때문에 적은 공간 안에 많은 뜻을 넣어 지면의 효율을 높여야 하는 신문 같은 매체에서는 받침이 많고 그것으로 뜻을 구별하곤 하는 한자어를 선호하게 된다. 반면 풀어쓰기에서는 ‘아’, ‘가’, ‘각’ 등이 차지하는 공간의 폭이 모두 다르고, 받침이 많은 한자어에 비해 받침이 적은 고유어가 표기 길이의 경쟁에서 약점을 만회할 수 있다.

## 단점

### 음절 구분
음절 구분을 따로 하지 않는 풀어쓰기 안에서는 풀어쓰기를 하면 시각적으로 음절을 구분하기 어려운데, 음절을 구분하기 어려운 것은 단점이라는 견해가 있다. 제주여자고등학교의 국어 교사 진순효는 “음절 구분이 어려운 문제점, 그것은 영어의 단점이기도 한 것인데, 기계화 시대에 맞춘다고 한글을 풀어쓰는 것은 빈대 잡으려고 초가삼간 태우는 격”이라고 주장했다.

## 같이 보기
- 모아쓰기
- 기울여 풀어쓰기
- 조선어 신철자법
- 탈네모 글꼴